# Gangue James-Younger

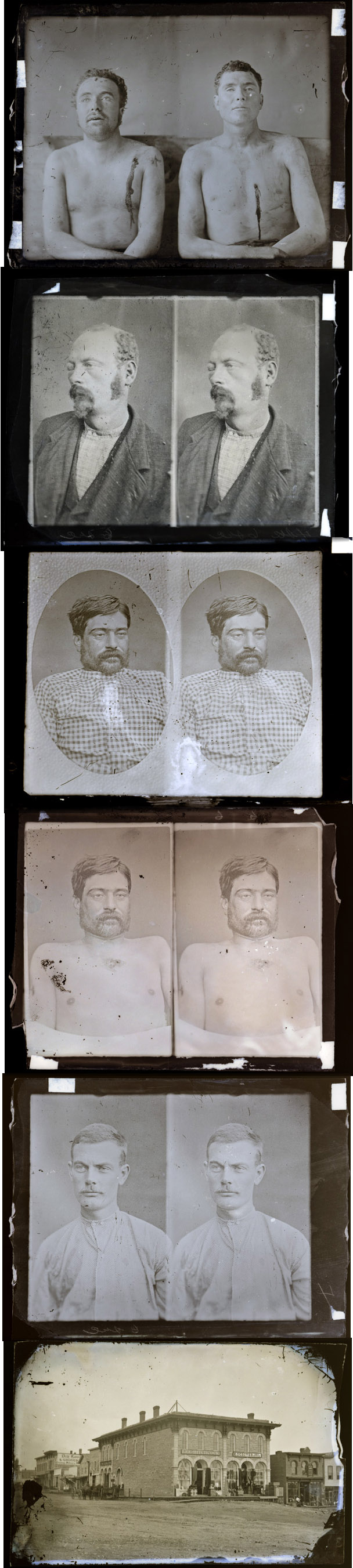
De cima para baixo: Corpos de Clell Miller e Bill Caldwell [aka Stiles]; Cole Younger; Charlie Pitts (duas filas); Bob Younger; o Banco Northfield

A Gangue James-Younger foi uma notável gangue do século 19 de bandidos americanos que girava em torno de Jesse James e seu irmão Frank James. A gangue estava baseada no estado do Missouri, a casa da maioria dos membros.
A adesão oscilava de roubo a roubo, já que as incursões dos bandidos geralmente eram separadas por muitos meses. Além dos notórios irmãos James, em vários momentos incluiu os irmãos mais novos (Cole, Jim, John e Bob), John Jarrett (casado com a irmã dos Youngers, Josie), Arthur McCoy, George Shepherd, Oliver Shepherd, William McDaniel, Tom McDaniel, Clell Miller, Charlie Pitts, William Chadwell (vulgo Bill Stiles) e Matthew "Ace" Nelson.

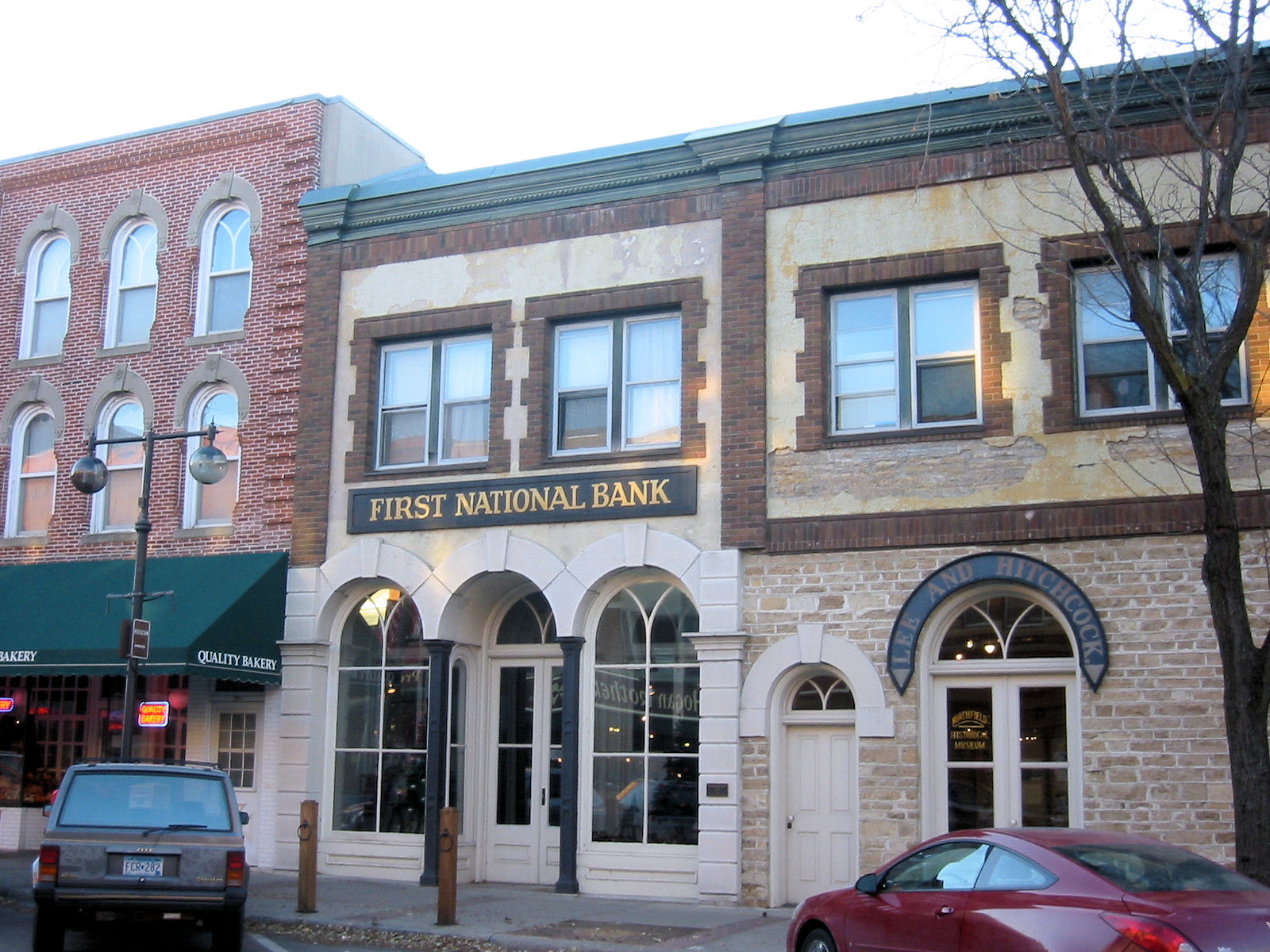
O primeiro edifício do Banco Nacional em Northfield, local do assalto

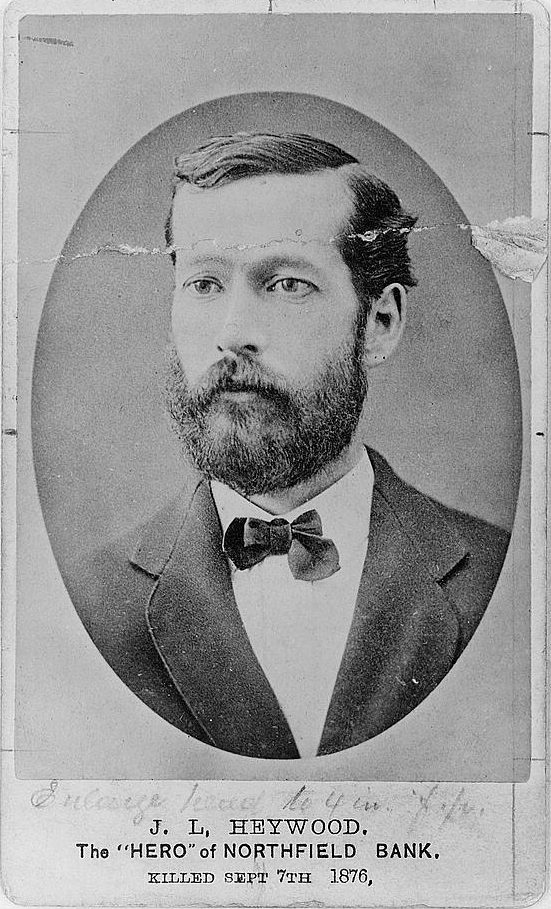

A gangue James-Younger teve suas origens em um grupo de bushwhackers confederados que participaram da amarga luta partidária que assolou o Missouri durante a Guerra Civil Americana. Após a guerra, os homens continuaram a saquear e assassinar, embora o motivo tenha mudado para o lucro pessoal e não em nome da Confederação. A associação frouxa de bandidos não se tornou verdadeiramente a "Gangue James-Young" até 1868, no mínimo, quando as autoridades nomearam Cole Younger, John Jarrett, Arthur McCoy, George Shepherd e Oliver Shepherd como suspeitos do roubo do banco Nimrod Long em Russellville, Kentucky.
A gangue James-Younger se dissolveu em 1876, após a captura dos irmãos Younger em Minnesota durante a tentativa frustrada de roubar o Northfield First National Bank. Três anos depois, Jesse James organizou uma nova gangue, incluindo o irmão de Clell Miller, Ed e os irmãos Ford (Robert e Charles), e renovou sua carreira criminosa. Esta carreira chegou ao fim em 1882, quando Robert Ford atirou em Jesse James por trás, matando-o.
Por quase uma década após a Guerra Civil, a Gangue James-Younger esteve entre as mais temidas, mais divulgadas e mais procuradas confederações de bandidos na fronteira americana. Embora seus crimes tenham sido imprudentes e brutais, muitos membros da gangue comandaram uma notoriedade aos olhos do público que ganhou a gangue apoio popular significativo e simpatia. As atividades da gangue se estendiam por grande parte da parte central do país; eles são suspeitos de terem roubado bancos, trens e diligências em pelo menos onze estados: Missouri, Kentucky, Tennessee, Iowa, Kansas, Minnesota, Texas, Arkansas, Louisiana, Alabama e Virgínia Ocidental.